# Droit de la famille (Arabie saoudite)
En Arabie saoudite, le droit de la famille – concernant le mariage, le divorce, les enfants et l'héritage – n'est pas codifié et tombe sous la juridiction générale des tribunaux islamiques.

## Polygamie
La polygamie est autorisée dans la limite de quatre épouses. Cette pratique s'est accrue en particulier au sein de l'élite éduquée du Hedjaz du fait de la rente pétrolière et le gouvernement l'a encouragée dans le cadre d'un programme de retour aux « valeurs islamiques ». En 2001, le grand mufti (la plus haute autorité religieuse) a émis une fatwa appelant les femmes saoudiennes à accepter la polygamie en tant qu'élément du « paquet islamique » et a déclaré que la pratique était nécessaire « pour lutter contre... l'épidémie grandissante du célibat féminin ».Depuis 2013 l'âge légal pour se marier est de 16 ans.

## Divorce
Les hommes ont un droit unilatéral de divorcer (comprend aussi la rupture des fiançailles (talaq) sans avoir besoin de fournir de justification. Le divorce est effectif immédiatement et l'époux a l'obligation de fournir un soutien financier à son ex-épouse pendant quatre mois et dix jours. Une femme ne peut obtenir le divorce qu'avec le consentement de son mari ou si la justice démontre qu'elle est maltraitée ; dans la pratique il est cependant très difficile pour une femme saoudienne d'obtenir un divorce. Si la séparation est officialisée, le père obtient automatiquement la garde des fils de plus de sept ans et celle des filles de plus de neuf ans. La possibilité pour les hommes d'épouser jusqu'à quatre femmes et leur capacité à divorcer à tout moment sans justification peut se traduire par une polygamie illimitée. Le roi Abdelaziz, le fondateur du pays, a ainsi admis avoir épousé plus de 200 femmes ; sa polygamie est néanmoins considérée comme hors du commun même par les standards saoudiens.

## Héritage
En ce qui concerne l'héritage, le Coran spécifie que les possessions du défunt sont partagés entre les « héritiers coraniques » qui sont ses descendants, ses ascendants, ses collatéraux et son conjoint. En général, les héritières reçoivent moitié moins que les héritiers. Un sunnite peut néanmoins accorder au maximum un tiers de ses biens à des héritiers non-coraniques et le reste est partagé selon les héritiers patrilinéaires.